# بيل كوندون
بيل كوندون (بالإنجليزية: Bill Condon)‏ هو مخرج وكاتب سيناريو وممثل أميركي، ولد في 22 أكتوبر 1955 في نيويورك، الولايات المتحدة.

## وصلات خارجية
- بيل كوندون على موقع IMDb (الإنجليزية)
- بيل كوندون على موقع روتن توميتوز (الإنجليزية)
- بيل كوندون على موقع مونزينجر (الألمانية)
- بيل كوندون على موقع ألو سيني (الفرنسية)
- بيل كوندون على موقع ميوزك برينز (الإنجليزية)
- بيل كوندون على موقع أول موفي (الإنجليزية)
- بيل كوندون على موقع بوكس أوفيس موجو (الإنجليزية)
- بيل كوندون على موقع قاعدة بيانات برودواي على الإنترنت (الإنجليزية)
- بيل كوندون على موقع قاعدة بيانات الأفلام السويدية (السويدية)
- بيل كوندون على موقع إن إن دي بي (الإنجليزية)
- بيل كوندون  على قاعدة بيانات الخيال التأملي على الإنترنت